# Digonogastra obscurilineata
Digonogastra obscurilineata är en stekelart som först beskrevs av Cameron 1911.  Digonogastra obscurilineata ingår i släktet Digonogastra och familjen bracksteklar. Inga underarter finns listade i Catalogue of Life.